# Gerd Wiltfang
Gerhard „Gerd“ Wiltfang (ur. 27 kwietnia 1946, zm. 1 lipca 1997) – niemiecki jeździec sportowy. Złoty medalista olimpijski z Monachium. 
Reprezentował barwy RFN. Sukcesy odnosił w skokach przez przeszkody. Igrzyska w 1972 były jego jedyną olimpiadą. Zajął szesnaste miejsce w konkursie indywidualnym, triumfował w drużynie. Partnerowali mu Fritz Ligges, Hartwig Steenken i Hans Günter Winkler. Startował na koniu Askan. Zostawał indywidualnym mistrzem świata (1978), Europy (1979) oraz RFN (1966, 1971, 1979).